# بيلبري (كورنوال)
بيلبري (بالإنجليزية: Bilberry, Cornwall)‏ هي قرية تقع في المملكة المتحدة في كورنوال.